# Shannon E. French
Shannon E. French (* 1970) ist Professorin für Philosophie an der Case Western Reserve University, die für ihre Arbeit zur Militärethik bekannt ist.

## Laufbahn
French studierte Philosophie und Geschichte an der Trinity University und promovierte 1997 an der Brown University zur Motivation ethischen Verhaltens.
Von 1997 bis 2008 war sie als außerordentliche Professorin der Philosophie an der US Naval Academy in Annapolis tätig. Im Jahr 2008 wurde sie zur Professorin an der Philosophischen Fakultät der Case Western Reserve University (CWRU) ernannt, wo sie das erste Master-Programm der USA in Militärethik leitet. An der CWRU ist sie zudem Professorin für Ethik an der juristischen Fakultät, Direktorin des Inamori International Center for Ethics and Excellence und Chefredakteurin des International Journal of Ethical Leadership.
Im Februar 2017 ernannte die CGSC Foundation French zur General Hugh Shelton Distinguished Visiting Chair of Ethics. Im März 2023 folgte die Ernennung des Command and General Staff College (CGSC) zur Senior Research Fellow am Simons Center for Ethical Leadership and Interagency Cooperation.
Frenchs Hauptforschungsgebiet ist die Militärethik – vor allem Fragen der Kriegsführung, der ethischen Führung, des Kommandoklimas, der Übergänge im Militär, der moralischen Verletzung (moral injury) sowie der Zukunft der Kriegsführung.
In ihrem 2003 erschienenes Buch The Code of the Warrior befasst sie sich mit historischen Kriegerkulturen und ihren Werten.

## Werk (Auswahl)
Als Autorin:
- The Code of the Warrior: Exploring Warrior Values, Past and Present, 2. Auflage, 2016 (1. Auflage, 2003), Rowman & Littlefield, ISBN 978-1-4422-5492-3

Als Herausgeberin:
- mit George R. Lucas, Lawrence Lengbeyer, Christopher Eberle, David Garren, Roger Wertheimer: Ethics for Military Leaders, 5. Auflage, 2002, Pearson Publishing, New York
- mit Justin Mosert, Albert Pierce, Aine Donovan: Ethics for the Junior Officer, 4. Auflage, 2000, Naval Institute Press, Annapolis

French veröffentlichte zudem zahlreiche Buchbeiträge und Fachartikel.